# Narušení CP-symetrie
Narušení CP-symetrie je ve fyzice částic narušení složené symetrie konjugace náboje (C-symetrie) a parity (P-symetrie). Zachovávání CP-symetrie znamená, že ke každému ději existuje obdobný děj, ve kterém jsou navzájem zaměněny všechny částice s příslušnými antičásticemi (C-symetrie) a obráceny prostorové souřadnice („zrcadlová“ neboli P-symetrie). Zatímco při silných a elektromagnetických interakcích se CP-symetrie zachovává, při některých slabých interakcích může docházet k jejímu narušování. Za objev narušení CP-symetrie při rozpadech neutrálních kaonů v roce 1964 získali jeho objevitelé James Cronin a Val Fitch v roce 1980 Nobelovu cenu za fyziku.
Narušení CP-symetrie hraje důležitou roli jak v kosmologických pokusech vysvětlit převahu hmoty nad antihmotou v našem vesmíru, tak při studiu slabé interakce ve fyzice částic.

## Úvod
Až do 50. let 20. století se zachování parity považovalo za jeden ze základních geometrických zákonů zachování (spolu se zákonem zachováním energie a zákonem zachováním hybnosti).
Po objevu narušení parity v roce 1956 byla jako symetrie, vůči níž jsou všechny fyzikální děje invariantní, navrhována CP-symetrie.
Zatímco podle současných znalostí jsou silná a elektromagnetická interakce invarianty při kombinovaných operacích CP transformace, při určitých typech slabých rozpadů je tato symetrie nepatrně narušena.
Podle současných znalostí se při fyzikálních dějích zachovává pouze slabší verze symetrie, a to CPT-symetrie. Vedle C a P existuje třetí operace, obrácení toku času T, které odpovídá obrácení směru děje. Z invariance při obrácení času vyplývá, že když zákony fyziky umožňují určitý děj, bude opačný děj také možný a bude nastávat ve stejném poměru v obou směrech. Předpokládá se, že kombinace CPT vytváří přesnou symetrii všech typů základních interakcí. Pokud platí CPT-symetrie, je narušení CP-symetrie ekvivalentní s narušením T-symetrie. Narušení CP-symetrie způsobuje narušení T za předpokladu, že dlouho nevyvrácená CPT věta je platná. Tento zákon zachování, považovaný za jeden ze základních principů kvantové teorie pole, říká, že dochází současně ke změně konjugace náboje, parity a obrácení času.

## Historie

### P-symetrie
Myšlenka za symetrií parity je, že rovnice fyziky částic jsou invariantní vůči zrcadlové inverzi. To vedlo k předpovědi, že zrcadlový obraz reakce (jako například chemické reakce nebo radioaktivního rozpadu) se objevuje stejně často jako původní reakce.
Pečlivé kritické prověření existujících pokusných dat, které provedli teoretičtí fyzikové Tsung-Dao Lee a Chen-Ning Yang v roce 1956, však odhalilo, že zatímco při rozpadech vyvolaných silnými nebo elektromagnetickými interakcemi bylo zachování parity potvrzeno, při slabých interakcích testováno nebylo. Proto navrhli několik možných přímých experimentálních testů. Již první test založený na beta rozpadu jader izotopu kobaltu-60 provedený v roce 1956 týmem, který vedla Chien-Shiung Wu, přesvědčivě ukázal, že slabá interakce P-symetrii narušuje, protože některé děje nenastávají stejně často jako jejich zrcadlový obraz.
Symetrie parity se stále zdá být platná pro všechny děje zahrnující elektromagnetické a silné interakce.

### CP-symetrie
Pro obnovení symetrie kvantově-mechanického systému by bylo třeba najít jinou symetrii S takovou, aby kombinovaná symetrie PS narušena nebyla. Tento drobný detail o struktuře Hilbertova prostoru byl objeven krátce po objevu narušení P, což vedlo k návrhu, aby požadovanou symetrií pro obnovení systému byla konjugace náboje.
CP-symetrie, často označovaná pouze CP, je produktem dvou symetrií: písmeno C znamená konjugaci náboje, při kterém se nahrazuje částice svojí antičásticí, a písmeno P obrácení parity, kterému odpovídá vytvoření zrcadlového obrazu fyzikální systému.
Lev Landau v roce 1957 navrhl CP-symetrii jako skutečnou symetrii mezi hmotou a antihmotou, kde C znamená konjugaci náboje, je symetrií mezi částicemi a antičásticemi.
Jinými slovy se předpokládalo, že při nahrazení všech částic svými antičásticemi bude výsledek ekvivalentní se zrcadlovým obrazem původního procesu.

## Experimentální status

Čtvercový diagram kaonové oscilace

Výše uvedené čtvercové diagramy jsou Feynmanovými diagramy, které poskytují hlavní příspěvky k amplitudě oscilace mezi kaonem a antikaonem

### Nepřímé narušení CP-symetrie
V roce 1964 James Cronin a Val Fitch se svými spolupracovníky poskytli jasný důkaz, že při rozpadu kaonu může docházet k narušení CP-symetrie. Tato práce jim v roce 1980 zajistila Nobelovu cenu. Tento objev ukázal, že slabá interakce narušuje nejen symetrii C nábojové konjugace mezi částicemi a antičásticemi a symetrii P neboli paritu, ale také jejich kombinaci. Objev šokoval částicové fyziky a otevřel dveře otázkám, které jsou stále v centru zájmu fyziky částic a dnešní kosmologie. Neexistence přesné CP-symetrie, ale i fakt, že je dodržena téměř vždy, vytvořilo velkou hádanku.
Narušení CP-symetrie objevené v roce 1964 vycházelo z pozorování, že se neutrální kaony mohou přeměňovat na své antičástice (přičemž je každý kvark nahrazen antikvarkem) a naopak, ale takové přeměny se neobjevují s přesně stejnou pravděpodobností v obou směrech; toto se nazývá nepřímé narušení CP-symetrie.

### Přímé narušení CP-symetrie
Přestože se mnoho fyziků pokoušelo najít nějaký projev narušení CP-symetrie, tato snaha nebyla až do 90. let 20. století úspěšná, Možné narušení CP-symetrie bylo objeveno až v pokusu NA31 v CERNu při procesu rozpadu právě těchto neutrálních kaonů (přímé narušení CP-symetrie). Pozorování však nebylo zcela jednoznačné, takže výsledný důkaz přinesl až v roce 1999 KTeV pokus ve Fermilabu a pokus NA48 v CERNu.
Další přímé narušení CP-symetrie v jiném systému ukázala v roce 2001 nová generace pokusů, především experimentu BaBar ve Stanford Linear Accelerator Center (SLAC) a experimentu Belle v High Energie Accelerator Research Organisation (KEK) v Japonsku. Konkrétně to bylo při rozpadech B mezonů. Následně bylo objeveno velké množství procesů narušení CP-symetrie při rozpadech B mezonu. Před těmito „B-factory“ pokusy existovala logická možnost, že by se všechna narušení CP-symetrie týkala pouze fyziky kaonů. To však přineslo otázku, proč se narušení CP-symetrie neobjevuje také u silné interakce, a proč nebylo předpovězeno nerozšířeným Standardním modelem, vzhledem k přesnosti tohoto modelu pro „normální“ děje.
V roce 2011 byl oznámen náznak narušení CP-symetrie při rozpadech neutrálních D mezonů na základě výsledků LHCb pokusu v CERNu s použitím 0.6 fb−1 Run 1 dat. Ale stejné měření pomocí plného 3.0 fb−1 Run 1 vzorku narušení CP-symetrie neprokázalo.
V roce 2013 byl ohlášen objev narušení CP-symetrie z LHCb při rozpadech podivného B mezonu.
V březnu 2019 byl ohlášen objev narušení CP-symetrie z LHCb při rozpadech půvabného {\displaystyle D^{0}} s odchylkou od nuly o velikosti 5,3 násobek standardní odchylky.
V roce 2020 byly z T2K Collaboration poprvé oznámeny známky narušení CP-symetrie u leptonů.
Při tomto pokusu byly urychlovačem částic střídavě vytvářeny paprsky mionových neutrin (νμ) a mionových antineutrin (νμ). V době, kdy se dostaly do detektoru, byl detekován výrazně vyšší podíl elektronových neutrin (νe) z νμ paprsků, než elektronových antineutrin (νe) z νμ paprsků. Výsledky zatím nebyly dostatečně přesné pro určení velikosti narušení CP-symetrie v poměru k narušení pozorovanému u kvarků. Navíc v podobném experimentu NOvA nebyly zjištěny žádné známky narušení CP-symetrie při neutrinových oscilacích, což je v mírném rozporu s T2K.

## Narušení CP-symetrie ve Standardním modelu
K „přímému“ narušení CP-symetrie by ve Standardním modelu došlo, pokud by se v matici CKM popisující kvarkový mixing nebo matici PMNS popisující neutrinový mixing objevila komplexní fáze. Nutnou podmínkou pro vznik komplexní fáze je přítomnost alespoň tří generací kvarků. Pokud by bylo přítomno méně generací kvarků, komplexní parametr fáze by byl absorbován do redefinice kvarkového pole. Oblíbený refázovací invariant, jehož zmizení signalizuje nepřítomnost narušení CP-symetrie, a který se objevuje ve většině amplitud narušujících CP-symetrii je Jarlskogův invariant, {\displaystyle J=c_{12}c_{13}^{2}c_{23}s_{12}s_{13}s_{23}\sin \delta \approx 3~10^{-5}.}
Důvod, proč komplexní fáze způsobuje narušení CP-symetrie, není okamžitě zjevný, ale je možné jej vidět takto: Uvažujme jakékoli dané částice (nebo sady částic) {\displaystyle a} a {\displaystyle b} a jejich antičástice {\displaystyle {\bar {a}}} a {\displaystyle {\bar {b}}}. Nyní uvažujme proces {\displaystyle a\rightarrow b} a příslušný proces s antičásticemi {\displaystyle {\bar {a}}\rightarrow {\bar {b}}} a označme jejich amplitudy {\displaystyle M} a {\displaystyle {\bar {M}}}. Před narušením CP-symetrie musí být tyto členy stejná komplexní čísla. Nyní můžeme oddělit magnitudu a fázi použitím vztahu {\displaystyle M=|M|e^{i\theta }}. Pokud fázový člen je zaveden (například) z matice CKM, označujeme jej {\displaystyle e^{i\phi }}. Pamatujte, že {\displaystyle {\bar {M}}} obsahuje konjugovanou matici k {\displaystyle M}, takže vybírá fázový člen {\displaystyle e^{-i\phi }}.
Tím dostáváme vzorce:
{\displaystyle M=|M|e^{i\theta }e^{i\phi }}
{\displaystyle {\bar {M}}=|M|e^{i\theta }e^{-i\phi }}
Fyzikálně měřitelné reakční poměry jsou úměrné {\displaystyle |M|^{2}}, takže zatím se nic nemění. Nicméně uvažujme, že existují dvě různé cesty: {\displaystyle a{\overset {1}{\longrightarrow }}b} a {\displaystyle a{\overset {2}{\longrightarrow }}b} nebo dva různé mezistavy: {\displaystyle a\rightarrow 1\rightarrow b} a {\displaystyle a\rightarrow 2\rightarrow b}. Odtud dostáváme:
{\displaystyle M=|M_{1}|e^{i\theta _{1}}e^{i\phi _{1}}+|M_{2}|e^{i\theta _{2}}e^{i\phi _{2}}}
{\displaystyle {\bar {M}}=|M_{1}|e^{i\theta _{1}}e^{-i\phi _{1}}+|M_{2}|e^{i\theta _{2}}e^{-i\phi _{2}}}
Dalšími úpravami dostáváme:
{\displaystyle |M|^{2}-|{\bar {M}}|^{2}=-4|M_{1}||M_{2}|\sin(\theta _{1}-\theta _{2})\sin(\phi _{1}-\phi _{2})}
Vidíme tedy, že komplexní fáze zapříčiňuje procesy, které probíhají jinou rychlostí pro částice než pro antičástice a dochází k narušení CP-symetrie.
Z teoretického pohledu je CKM matice definována jako VCKM =Uu．Ud﹢, kde Uu a Ud jsou unitární transformační matice, které diagonalizují fermionové hmotové matice Mu a Md.
Existují tedy dvě nutné podmínky pro získání komplexní CKM matice:
1. Nejméně jedna z matic Uu a Ud musí být komplexní (jinak by matice CKM byla čistě reálná).
2. Jsou-li matice Uu a Ud komplexní, nesmějí být stejné, tj. Uu≠Ud (jinak by matice CKM byla jednotková matice, která je také čistě reálná).

## Silný CP problém
V kvantové chromodynamice (QCD) neexistuje žádné experimentálně potvrzené narušení CP-symetrie. Protože není žádný známý důvod, aby konkrétně v QCD byla CP-symetrie zachovávána, jde o problém „jemného ladění“ známý jako silný CP problém.
QCD nenarušuje CP-symetrii tak snadno jako elektroslabá interakce; na rozdíl od elektroslabé teorie, ve které kalibrační pole souvisí s chirálními proudy vytvořenými z fermionových polí, gluony souvisejí s vektorovými proudy. Experimenty neukazují žádné narušení CP-symetrie v QCD sektoru. Obecné narušení CP-symetrie v sektoru silné interakce by vytvořilo například elektrický dipólový moment neutronu, který by byl srovnatelný s 10−18 e·m, přičemž pokusy zjištěná horní mez je zhruba jedna biliontina (10−12) této velikosti.
To je problém, protože na konci existují přirozené členy v QCD Lagrangiánu, které by mohly narušovat CP-symetrii.
{\displaystyle {\mathcal {L}}=-{\frac {1}{4}}F_{\mu \nu }F^{\mu \nu }-{\frac {n_{f}g^{2}\theta }{32\pi ^{2}}}F_{\mu \nu }{\tilde {F}}^{\mu \nu }+{\bar {\psi }}(i\gamma ^{\mu }D_{\mu }-me^{i\theta '\gamma _{5}})\psi }
Pro a nenulovou volbu úhlu θ a chirální fázi kvarkové hmoty θ′ očekáváme, že CP-symetrie bude narušena. Obvykle předpokládáme, že chirální fázi kvarkové hmoty lze zkonvertovat na příspěvek k celkovému efektivnímu úhlu {\displaystyle \scriptstyle {\tilde {\theta }}}, což ale nevysvětluje, proč je tento úhel extrémně malý místo toho, aby byl řádu jedna; určité hodnoty úhlu θ, které musí být velmi blízké nule (v tomto případě) jsou příkladem problému jemného ladění ve fyzice a typicky je řeší fyzika za Standardním modelem.
Existuje několik možností, jak silný CP problém řešit. Nejznámější je Pecceiho–Quinnové teorie, obsahující nové skalární částice nazývané axiony. Novější radikálnější přístup nevyžadující axion, je teorie obsahující dva časové rozměry, se kterou poprvé přišli Bars, Deliduman a Andrejev v roce 1998.

## Nerovnováha mezi hmotou a antihmotou
Vesmír obsahuje převážně hmotu, místo toho, aby sestával ze stejného množství hmoty a antihmoty jak bychom očekávali. Lze ukázat, že pro vytvoření nerovnováhy mezi hmotou a antihmotou z počáteční podmínek pro rovnováhu, musí být splněny Sacharovovy podmínky, z nichž jednou je existence narušení CP-symetrie v extrémních podmínkách prvních sekund po velkém třesku. Vysvětlení, která nezahrnují narušení CP-symetrie, jsou méně možná, protože spoléhají na předpoklad, že nerovnováha mezi hmotou a antihmotou byla přítomna na začátku nebo na jiné nesporně exotické předpoklady.
Při velkém třesku by při zachování CP-symetrie muselo vzniknout stejné množství hmoty a antihmoty, což by vedlo k úplné anihilaci všech částic, ze kterých jsou složeny atomy; protony by anihilovaly s antiprotony, elektrony s pozitrony, neutrony s antineutrony, atd. Výsledkem by byl vesmír obsahující pouze záření, ale žádnou hmotu. To je v rozporu s tím, jak vypadá vesmír, který pozorujeme. Proto fyzikální zákony musí fungovat odlišně pro hmotu a antihmotu, tj. musí docházet k narušení CP-symetrie.
Standardní model obsahuje alespoň tři zdroje narušení CP-symetrie. První z nich obsahuje Cabibbo–Kobayashi–Maskawa matice v kvarkovém sektoru, byl pozorován experimentálně, a zodpovídá pouze za malou část narušení CP-symetrie nutné pro vysvětlení asymetrie hmota-antihmota. Silné interakce musí v principu také narušovat CP-symetrii, ale protože nepozorujeme elektrický dipólový moment neutronu, narušení CP-symetrie v silném sektoru bude také příliš malé na to, aby způsobilo narušení CP-symetrie v časném vesmíru. Třetím zdrojem narušení CP-symetrie je Pontecorvova–Makiova–Nakagawova–Sakatova matice v leptonovém sektoru. Aktuální dlouhodobé pokusy s neutrinovými oscilacemi, T2K a NOνA, mohou přispět ke hledání důkazu narušení CP-symetrie o malý zlomek možných hodnot CP narušení Diracovy fáze, zatímco byly navrženy pokusy další generace, Hyper-Kamiokande a DUNE, které budou dostatečně citlivé, aby umožňovaly pozorování narušení CP-symetrie pro relativně velkou část možných hodnot Diracovy fáze. Ve vzdálenější budoucnosti by urychlovač Neutrino Factory mohl být citlivý na téměř všechny možné hodnoty CP narušení Diracovy fáze. Pokud neutrina jsou Majoranovy fermiony, PMNS matice by mohla mít dvě další CP narušení Majoranovy fáze, vedoucí ke čtvrtému zdroji narušení CP-symetrie v rámci Standardního modelu. Experimentálním důkazem Majoranových neutrin by bylo pozorování bezneutrinového dvojitého beta rozpadu. Nejlepší omezení pocházejí z pokusu GERDA. Narušení CP-symetrie v leptonovém sektoru generuje asymetrii mezi hmotou a antihmotou procesem nazývaným leptogeneze. Ten by mohl být hlavním vysvětlením asymetrie hmoty a antihmoty ve vesmíru v rámci Standardního modelu, pokud by narušení CP-symetrie v leptonovém sektoru bylo experimentálně potvrzeno.
Pokud by experimentálně prokázané narušení CP-symetrie v leptonovém sektoru bylo příliš malé na to, aby odpovídalo za asymetrii hmoty a antihmoty, byla by potřeba nějaká nová teorie překračující Standardní model pro vysvětlení dalších zdrojů narušení CP-symetrie. Přidávání nových částic nebo interakcí do Standardního modelu obecně přináší nové zdroje narušení CP-symetrie, protože CP není symetrií přírody.
Sacharov navrhl jeden způsob obnovení CP-symetrie použitím T-symetrie, rozšířením prostoročasu před velký třesk. Popsal úplnou CPT-symetrii událostí na obou stranách toho, co nazývá „počáteční singularita“. Kvůli tomu by děje s opačnou šipkou času v t < 0 prodělaly opačné narušení CP-symetrie, takže CP-symetrie by byla zachována jako celek. Anomální přebytek hmoty nad antihmotou po velkém třesku v ortochronním (nebo kladném) sektoru odpovídá přebytku antihmoty před velkým třeskem (v antichronním nebo záporném sektoru), protože jak konjugace náboje, parity a šipky času jsou obrácené kvůli CPT-symetrii všech dějů objevujících se okolo počáteční singularity:
Můžeme vizualizovat, jak neutrální maximony (nebo fotony) s nulovým spinem vznikají v čase t < 0 ze zahušťující se hmoty s přebytkem antikvarků, že procházejí „jeden druhým“ v okamžiku t = 0, když je hustota nekonečná a rozpadají se s přebytkem kvarků pro t > 0, což vede k celkové CPT-symetrii vesmíru. Tato hypotéza předpokládá, že všechny děje v t < 0 jsou CPT-symetriemi dějů v t > 0.